# Pranas Domšaitis

Naixement de Crist per Pranas Domšaitis

Pranas Domšaitis nascut Franz Domscheit, (Cropiens, 15 d'agost de 1880 - Ciutat del Cap, 14 de novembre de 1965) va ser un pintor alemany i lituà. És considerat un dels pintors expressionistes més importants de Sud-àfrica, on havia emigrat el 1949 fins a la seva defunció el 1965.

## Biografia
Nascut a Cropiens, un poble al Regne de Prússia, a prop de la seva frontera amb Lituània, Domšaitis va ser agricultor fins als 27 anys. Gràcies al mecenatge de Max Liebermann es va matricular en la Reial Acadèmia de Belles Arts de Königsberg el 1907, on es va graduar el 1910, estant aquesta la seva primera educació formal. Després va viatjar i va estudiar a diverses capitals europees, a partir d'una reunió amb Edvard Munch, va quedar fortament influït pel mencionat pintor. Es va fer amic i va viatjar amb l'artista Fritz Ascher de Berlín. Part de la Primera Guerra Mundial la va passar a la granja dels seus pares i una altra part en el servei militar. Després va reprendre els seus viatges i la seva carrera artística. Les seves reeixides exposicions a Alemanya, Suïssa, Àustria, Romania i Turquia, van ser seguides per una altra desastrosa deguda a la seva inclusió per part del nazisme en l'exposició de l'Art degenerat el 1937, cosa que va portar a l'eliminació dels seus treballs dels museus alemanys. El 1938 va començar a signar els seus quadres amb la versió lituana del seu nom (tenia la nacionalitat lituana des de 1920).

## Últims anys
Va passar la segona guerra mundial realitzant pintures «inofensives» de natures mortes. El 1949, la Universitat de Ciutat del Cap a Sud-àfrica va oferir a la seva esposa, la cantant Adelheid Armhold, un lloc com a professor titular de cant. Va passar la resta de la seva vida allà, on el seu art va tenir un canvi cap al simbolisme, mentre els temes de viatges van demostrar una clara expressió realista. 

## Estil
El seu estil juvenil ha estat descrit com realisme romàntic o com espiritual impressionisme, com si fos una fusió de "... Chagall les visions encantadores, la pietat ingènua de Rouault, el color de ressonància de l'expressionisme, i la saviesa intuïtiva dels pagesos». Els paisatges i la vida rural eren temes freqüents de les seves obres, juntament amb narracions bíbliques, en particular l'Anunciació, la Crucifixió i la Fugida a Egipte.

## Obres
Moltes de les seves obres d'entreguerres han desaparegut. Obres de Domšaitis es troben entre altres llocs: 
- Galeria Pranas Domšaitis en Klaipeda (Lituània).
- Museu Nacional d'Art Mikalojus Konstantinas Čiurlionis en Kaunas (Lituània).
- Museu d'Art de Pretoria (Sud-àfrica).
- Galeria Nacional de Zimbabwe (Zimbabwe)
- Galeria Nacional de Berlín (Alemanya).